# Kappazuri

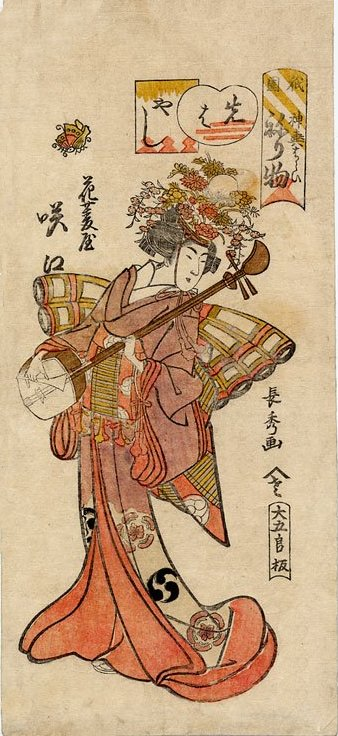
Sakie del Hanabishiya, kappazuri de Nakamura Nagahide.

Els kappazuri, també coneguts com a kappa-zuri, kappazuri-e i katagamizuri-e, són xilografies estampades amb un sol color (normalment el negre) a partir del tac de fusta, i després acolorides amb estergits. Els gravats produïts completament amb estergits, sense tacs de fusta, també s'anomenen kappazuri. Els kappazuri es poden reconèixer per la presència de pinzellades visibles, el color no uniforme, l'acumulació de tinta als marges del forat de la plantilla, i buits o sobreposicions entre les zones acolorides i els contorns negres.
Tot i que també es produïen a Edo (Tòquio), els kappazuri s'associen principalment amb els gravats d'Osaka i Kyoto. El dissenyador de kappazuri més prolífic va ser Urakusai Nagahide, i els exemples més abundants són les seves representacions de la desfilada de vestits anual del districte de Gion de Kyoto.